# クリプトクロム

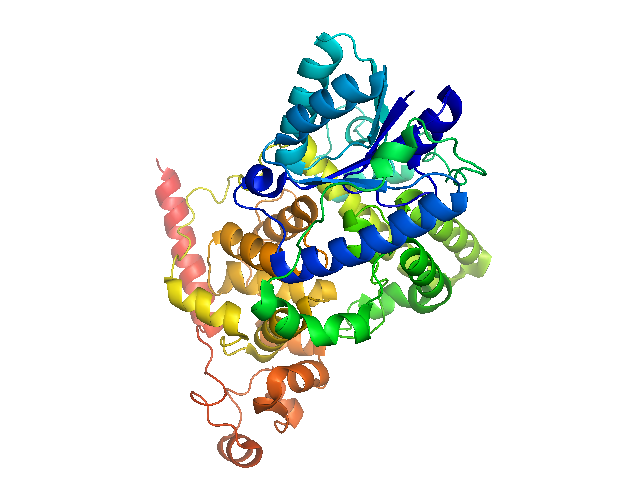
CRY1

クリプトクロム（Cryptochrome、 Cry）は青色光受容体タンパク質である。
ギリシャ語で「隠れた色素」(κρυπτοσ χρομοσ) という意味であり、元来は植物にあると想定された青色光受容体を指した。現在では特定の一群のタンパク質の名称であり、植物にはもう一種の青色光受容体であるフォトトロピンも見つかっている。クリプトクロムは緑藻から高等植物までにあり、さらに動物などにもよく似たタンパク質があることが明らかになっている。
クリプトクロムはフラビンタンパク質で、植物では光に基づく花芽形成、伸長、概日リズムなどの調節に関与している。青色光は光屈性にも関わっているが、これはクリプトクロムでなくフォトトロピンによることがわかっている。植物にはこのほかに赤色・近赤外光受容体フィトクロムがある。多くの植物ではクリプトクロムには2種類あり、CRY1およびCRY2と呼ばれている。

クリプトクロムは、光をエネルギー源としてDNA修復を行う細菌の酵素であるフォトリアーゼに構造が似ており（酵素活性は失っている）、進化的にはこれに由来すると考えられている。色素団としてプテリンとフラビンの2つを含んでいる。プテリンが光子を吸収し、これにより電子が放出され、この電子はフラビンに吸収される。これによりクリプトクロム分子はリン酸化を受け、さらにシグナル伝達の引き金を引くものと考えられているが、詳細は不明である。
クリプトクロムは動物（脊椎動物、昆虫、サンゴなど）やシアノバクテリア（藍藻）にも見つかっているが、これらは植物のものとは別系統とされる(Zhu,etal。2005 CurrBiol)。
動物では概日リズムに働く2タイプのCryがある。ほ乳類のCryは光受容能力はなく、CLOCK/BMALの抑制に働く。キイロショウジョウバエのCRYは青い光を受容して概日リズムをリセットするが、抑制能力はない。ただし蝶、 ミツバチ、 ハマダラカなど他の昆虫ではほ乳類型とショウジョウバエ型の両方のCryを持っている。

## 発見
1880年代にチャールズ・ダーウィンが植物の青色光に対する反応を初めて記録したが、原因となる色素を特定する研究が始まったのは1980年代になってからである。 1980年、研究者たちは植物シロイヌナズナのHY4遺伝子が植物の青色光感受性に必要であることを発見し、1993年にその遺伝子の塩基配列が決定されると、青色光によって活性化されるDNA修復タンパク質であるフォトリアーゼと高い配列相同性を示すことがわかった。 1995年には、HY4遺伝子とその2つのヒトホモログの産物はフォトリアーゼ活性を示さず、代わりに概日光色素と推定される新しいクラスの青色光光受容体であることが明らかになった。 1996年と1998年には、Cryホモログがそれぞれショウジョウバエとマウスで同定された。

## 進化の歴史と構造
クリプトクロム (CRY1、 CRY2) は、進化的に古く、高度に保存されたタンパク質であり、生命のあらゆる王国に存在するフラボタンパク質スーパーファミリーに属している。 このスーパーファミリーのメンバーはすべて、N末端にフォトリアーゼホモロジー (PHR) ドメインを持つという特徴を持っている。PHRドメインは、フラビンアデニンジヌクレオチド（FAD）補因子や光捕集性発色団と結合できる。クリプトクロムは、光によって活性化され、紫外線によって誘発されたDNA損傷の修復に関与する細菌の酵素であるフォトリアーゼに由来し、近縁の存在である。真核生物では、クリプトクロムはもはやこの元々の酵素活性を保持していない。クリプトクロムの構造はフォトリアーゼと非常によく似た折り畳み方をしており、1分子のFADがタンパク質に非共有結合している。ラマチャンドランプロットによると、CRY1タンパク質の二次構造は主に右巻きのαヘリックスであり、立体的な重なりはほとんどない。分子は直交する束のように配置されている。

## 機能

### 光屈性
植物では、クリプトクロムは青色光に反応して、光源に向かって成長する光屈性を媒介する。この反応には、フォトトロピンという独自の光受容体が存在することが知られている。フィトクロームやフォトトロピンとは異なり、クリプトクロムはキナーゼではない。フラビンクロモフォアは、光によって還元されて細胞核に運ばれ、細胞核で膨圧に影響を与え、茎の伸長を引き起こす。具体的に、Cry2は青色光による子葉や葉の伸長に関与している。遺伝子組み換え植物でCry2を過剰発現させると、青光刺激による子葉の膨張が増大し、数枚の原葉に花がつくよりも、多くの広葉樹の葉に花がつかなくなる。シロイヌナズナのEarly Flowering 3（elf3）遺伝子とCry2遺伝子の二重機能喪失変異は、連続光下では開花を遅らせ、長日時・短日時には開花を早めることが示されており、シロイヌナズナのCRY2が連続光下での開花時期を早める役割を果たしている可能性が示唆されている。

### 光形態形成
クリプトクロム受容体は、植物が光形態形成によって青色光に反応する原因となる。種子や苗の発育を制御し、植物体から花の咲く時期への切り替えを行う。シロイヌナズナでは、クリプトクロムが最適ではない青色光条件下での植物の成長を制御することが明らかになっている。

### 光の取り込み
ショウジョウバエやシロイヌナズナにおけるクリプトクロムの光受容と光伝達については、多くの研究がなされているにもかかわらず、まだ十分に理解されていない。クリプトクロムには、プテリン（5、10-メテニルテトラヒドロ葉酸（MTHF）の形）とフラビン（FADの形）という2つの発色団があることが知られている。どちらも光を吸収する可能性があり、シロイヌナズナでは、プテリンは380 nm、フラビンは450 nmの波長で吸収するようである。過去の研究では、プテリンが捕らえたエネルギーがフラビンに伝達されるというモデルが支持されている。この光伝達モデルでは、FADがFADHに還元され、クリプトクロムの特定のドメインのリン酸化を仲介すると考えられる。これがシグナル伝達の連鎖を引き起こし、細胞核での遺伝子制御に影響を与える可能性がある。
新しい仮説では、植物のクリプトクロムでは、光信号をパートナー分子が感知できるような化学信号に変換する際に、FAD補因子や隣接するアスパラギン酸など、タンパク質内の光によって誘発される負電荷が引き金になるのではないかと提案している。 この負電荷は、タンパク質に結合したATP分子を静電的に反発させ、その結果、光子吸収前にATP結合ポケットを覆っているタンパク質C末端ドメインも反発させる。その結果、タンパク質のコンフォメーションが変化し、C末端の以前はアクセスできなかったリン酸化部位がリン酸化され、リン酸化されたセグメントが光形態形成の負の制御因子COP1の同じ結合部位と競合することで、転写因子HY5を解放することができる。

### ショウジョウバエにおいて
ショウジョウバエ (Drosophila) では、クリプトクロムは一つのCry遺伝子（dCry）によってのみコードされ、青色光受容体として機能する。青色光への曝露は、C末端が欠失した常に活性型のCRY変異体（CRYΔ）と同様のコンフォメーション変化を誘導する。このコンフォメーションの半減期は暗所では15分であり、CRYが他の時計遺伝子産物であるPERおよびTIMと光依存的に結合するのを促進する。dCRYに結合されると、dTIMはユビキチン-プロテアソーム系による分解を受ける運命となる。
短い光パルスでは同調しないものの、完全な光周期の明暗（LD）サイクルは、ショウジョウバエの脳内の腹側-外側ニューロン (ventral-lateral neurons) において依然としてサイクリングを駆動することができる。これらのデータと他の結果は、CRYがショウジョウバエの体内時計にとって細胞自律的な光受容体であり、ノンパラメトリック同調（短い離散的な光パルスによる同調）に役割を果たしている可能性があることを示唆している。しかし、外側ニューロンは青色光CRY経路とロドプシン経路の両方を介して光情報を受け取る。したがって、CRYは光知覚に関与し、概日時計への入力であるが、光情報の唯一の入力ではない。CRY経路が存在しない場合でも持続的なリズムが示されており、この場合はロドプシン経路が何らかの光入力を提供していると考えられている。最近では、古典的な概日CRY-TIM相互作用とは独立した、CRY媒介性の光応答が存在することも示されている。このメカニズムは、カリウムチャネルコンダクタンスに依存するフラビンの酸化還元に基づくメカニズムを必要とすると考えられている。このCRY媒介性の光応答は、オプシンをノックアウトしたショウジョウバエにおいて、光応答から数秒以内に活動電位の発火を増加させることが示されている。
クリプトクロムは、概日リズムに関与する多くの遺伝子と同様に、mRNAおよびタンパク質レベルで概日的なサイクリングを示す。ショウジョウバエでは、Cry mRNA濃度は明暗（LD）サイクル下で変動し、明期に高く暗期に低い。このサイクリングは恒暗（DD）条件下でも持続するが、振幅は減少する。Cry遺伝子の転写も同様の傾向で変動する。しかし、CRYタンパク質レベルは、Cry転写およびmRNAレベルとは異なる様式で変動する。LDサイクル下では、CRYタンパク質は明期に低く暗期に高く、DDサイクル下では、CRYレベルは主観的な昼夜を通じて継続的に増加する。したがって、CRYの発現は、転写レベルでは時計によって、翻訳および翻訳後レベルでは光によって調節される。
Cryの過剰発現も概日的な光応答に影響を与える。ショウジョウバエでは、Cryの過剰発現はハエの低強度光に対する感受性を増加させる。このCRYタンパク質レベルの光調節は、CRYが他の時計遺伝子や構成要素の上流で概日的な役割を果たしていることを示唆している。

### 哺乳類において
哺乳類では、クリプトクロムタンパク質は二つの遺伝子、Cry1とCry2によってコードされている。

#### Cry2
クリプトクロムは、Period (PER)、CLOCK、およびBMAL1と共に、転写・翻訳フィードバックループ（TTFL）を生成する哺乳類の4つの時計遺伝子/タンパク質群の一つである。このループでは、CLOCKタンパク質とBMAL1タンパク質は転写活性化因子であり、共にCry2およびPer遺伝子のプロモーターに結合し、それらの転写を活性化する。その後、CRY2タンパク質とPERタンパク質は互いに結合し、核内に入り、CLOCK-BMAL1によって活性化された転写を抑制する。したがって、CRY2の全体的な機能は、CLOCKおよびBMAL1の転写を抑制することである。

#### Cry1
Cry1遺伝子は、哺乳類の概日性光受容体であるCRY1タンパク質をコードする。マウスでは、Cry1の発現は、概日リズムの生成に関与する脳領域である視交叉上核において概日リズムを示し、mRNAレベルは明期中にピークに達し、暗期中に最小となる。この日内発現変動は、恒暗条件下でも維持される。
CRY1は哺乳類におけるTIMホモログとして確立されているが、哺乳類における光受容体としてのCRY1の役割については議論があった。初期の論文では、CRY1が光非依存的および光依存的な機能の両方を持つことが示唆されていた。Selby CPらによる2000年の研究では、ロドプシンを持たないがクリプトクロムを持つマウスが依然として光に応答するが、ロドプシンもクリプトクロムも持たないマウスでは、光感受性のメディエーターであるc-Fos転写が著しく低下することが発見された。近年では、メラノプシンが主要な概日性光受容体であり、特にメラノプシン細胞が同調および眼と視交叉上核（SCN）間のコミュニケーションを媒介するというデータが支持されている。CRYが哺乳類の光受容体であることを確認または否定する上での主な困難の一つは、この遺伝子をノックアウトすると動物がリズムを失うため、純粋な光受容体としての能力を測定することが困難であることである。しかし、いくつかの最近の研究では、ヒトCRY1が末梢組織において光応答を媒介する可能性があることが示唆されている。
正常な哺乳類の概日リズムは、Cry1プロモーターの活性化に続くCry1発現の遅延に決定的に依存している。Per2プロモーター活性化とPer2 mRNAレベルのリズムはほぼ同じ位相を持つが、Cry1 mRNAの産生はCry1プロモーター活性化に対して約4時間遅延する。この遅延はCRY1またはCRY2レベルとは独立しており、プロモーター内のE/E'ボックスとDボックス要素、および遺伝子の第一イントロン内のRevErbA/ROR結合要素（RRE）の組み合わせによって媒介される。リズムを失ったCry1−/− Cry2−/−二重ノックアウト細胞にCry1プロモーターのみをトランスフェクションしても（Cry1の恒常的発現を引き起こす）、リズム性を回復させるには不十分である。これらの細胞において概日リズムを回復させるためには、プロモーターと第一イントロンの両方をトランスフェクションする必要がある。
CRY1が、睡眠覚醒パターンが家族内でどのように遺伝するかに関与する可能性があるという証拠がある。CRY1Δ11という変異があり、これは個人の概日リズムを遅延させる。CRY1Δ11は、遺伝子の自己抑制領域を欠失したスプライシングバリアントである。これはCLOCKおよびBMALへの親和性を高めることによって遅延を引き起こし、結果として周期を延長させる。この変異を持つ人々は、一般集団よりも睡眠中央時刻が遅くなり、睡眠相後退症候群として知られる障害を引き起こす。
CRY1はまた、DNA修復、特に時間的調節における重要なモジュレーターでもある。CRY1は細胞周期進行、特にG2/M期チェックポイントに影響を与え、CRY1の枯渇は、ミスマッチ修復、UV修復、ヌクレオチド除去修復ネットワークを含むDNA修復ネットワークに影響を及ぼす。がんにおいては、CRY1はDNA損傷によって安定化され、その結果、CRY1の発現は前立腺がんにおける予後不良と関連している。DNA修復におけるその役割と腫瘍形成促進性のため、さらなる研究はCRY1を治療標的として利用することができる。
CRY1のバリアントは、代謝出力に関してヒトに影響を与える可能性がある。2021年の研究によると、腸運動によって測定された代謝出力は、野生型の参加者と比較してCRY1Δ11バリアントを持つ参加者で著しく異なっていた。バリアントを持つ参加者は、野生型と比較して睡眠サイクルと代謝出力の遅延が見られた。

### 磁気受容

鳥類の量子磁気受容にはラジカル対機構が提唱されている。

磁気受容は、生物が方向、高度、または位置を知覚するために磁場を検出することを可能にする感覚である。実験データは、鳥類の眼の光受容ニューロンにおけるクリプトクロムが、渡り中の磁気定位に関与することを示唆している。クリプトクロムはまた、ショウジョウバエ (Drosophila) が磁場を感知する光依存的能力に不可欠であると考えられている。かつては、シロイヌナズナ (Arabidopsis thaliana) 植物においても磁場がクリプトクロムに影響を与えると報告されていた。成長挙動は、青色光（赤色光ではない）の存在下で磁場の影響を受けるように見えた。しかし、これらの結果は後に、別の研究室での厳密に制御された条件下では再現不可能であることが判明し、植物クリプトクロムは磁場に応答しないことを示唆している。
クリプトクロムは、青色光に曝露されると、相関したスピンを持つラジカル対を形成する。ラジカル対はまた、フラビン補因子の分子状酸素による光非依存的な暗所再酸化によっても生成され、スピン相関したフラビン-スーパーオキシドラジカル対を形成する。磁気受容は、周囲の磁場がこれらのラジカルのスピン相関（平行または反平行）に影響を与えることによって機能すると仮説が立てられている。これは活性型クリプトクロムの寿命に影響を与える。クリプトクロムの活性化は、網膜ニューロンの光感受性に影響を与える可能性があり、全体として動物が磁場を感知できるようになる。動物クリプトクロムおよび密接に関連する動物(6-4)フォトリアーゼは、クリプトクロム-フォトリアーゼスーパーファミリーの他のタンパク質よりも長い電子伝達トリプトファン鎖（三量体ではなく四量体）を含んでいる。より長い鎖は、光誘起フラビン-トリプトファンラジカル対のより良い分離と、トリプトファン三量体を持つタンパク質よりも1000倍以上長い寿命をもたらす。ナノ秒からマイクロ秒の時間スケールでのこれらのラジカル対のスピン選択的な再結合の欠如は、クリプトクロムによる磁気受容が順方向の光反応に基づいているという示唆とは矛盾するように思われる。